# حنوکا
حانوکا یا حَنوکا (به عبری: חֲנֻכָּה خَنوکَه) (به عربی: حَنُكَّة يا عيد ٱلأنوار) یا عید اخلاص یکی از جشن‌های باستانی یهودیان است. این جشن که هشت‌روزه است تقریباً با ایام کریسمس مسیحیان هم‌زمان است.
این جشن که در یک بازه زمانی میان ۲۸ ماه نوامبر و ۲۷ ماه دسامبر برگزار و جشن گرفته می‌شود، خاطره پیروزی‌های کهن را در یاد مردم یهود زنده می‌کند.
عید حنوکا یادآور یکی از معجزات در تاریخ یهود است که بر پایه آن، تنها چراغ باقی‌مانده در نیایشگاه مکابیون در زمان جنگ با یونانیان، در حالی که تنها برای یک روز روغن داشته، به مدت هشت روز، روشن می‌ماند.
بر پایه تاریخ یهود حزب قدیسین که از اورشلیم گریختند متاتیاس (متاتیاهو)، بزرگ خانواده حشمونی‌ها را که کمی پس از آن درگذشت، به رهبری خود برگزیدند. جانشین او پسرش یهودا ملقب به مکابی (چکش) بود که علیه سلوکیان شورش کرد. (نبرد بیت زکریا)
وی پس از چند بار نبرد در سال‌های ۱۶۶–۱۶۵ پیش از میلاد بر آنان پیروز شد و بخش بزرگی از یهودیان که دودل بودند به او پیوستند. این پیروزی باعث شد تا آنتیوخوس چهارم به یهودیان اجازه پرداختن به امور دینی در کنار «انصار تاغرق» بدهد. مکابی‌ها در تاریخ ۲۵/ ۱/۱۶۴ق. م به اورشلیم بازگشتند و تاکنون هم یهود این مناسبت را با عنوان عید روشنایی‌ها (حنوکا) جشن می‌گیرد.